# Ectomis
Ectomis là một chi bướm ngày thuộc họ Bướm nâu.